# Нікопольський проспект
Нікопольський проспект (до 2016 — проспект Ілліча, у 2016 — проспект Бойка В. С.) — транспортна магістраль, котра пов'язує робочі поселення на околицях Маріуполя із заводами імені Ілліча та «Азовмаш».

## Історія

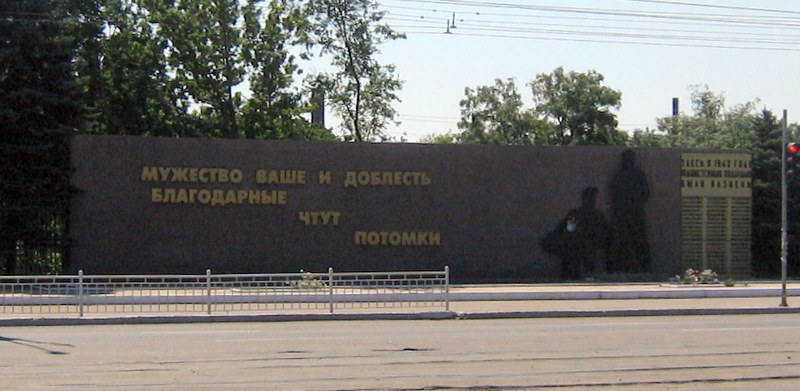
Меморіал на площі Левченка

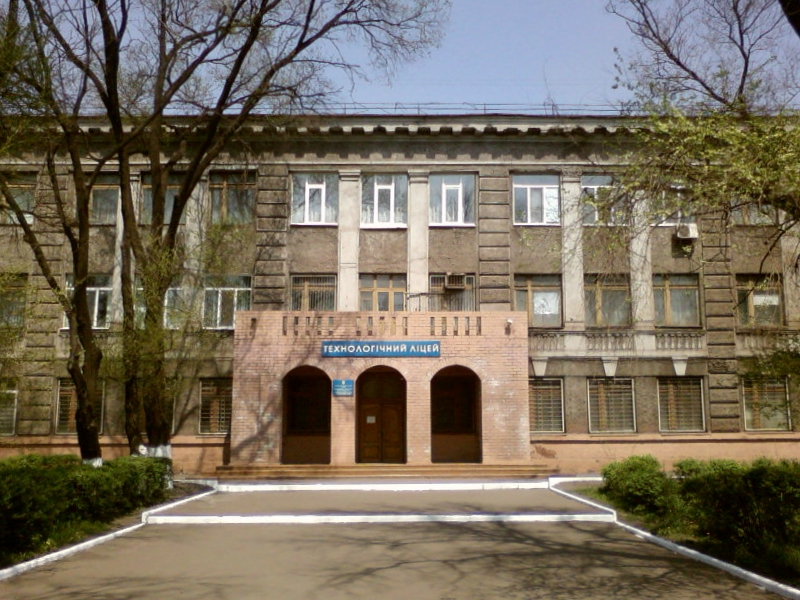
Технологічний ліцей (побудова 1936 року)

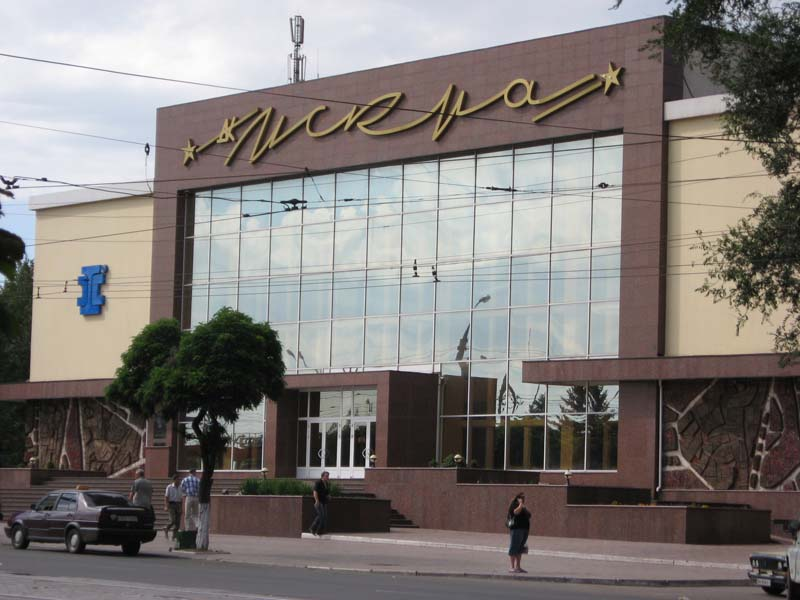
Палац культури «Іскра» ВАТ «Азовмаш»

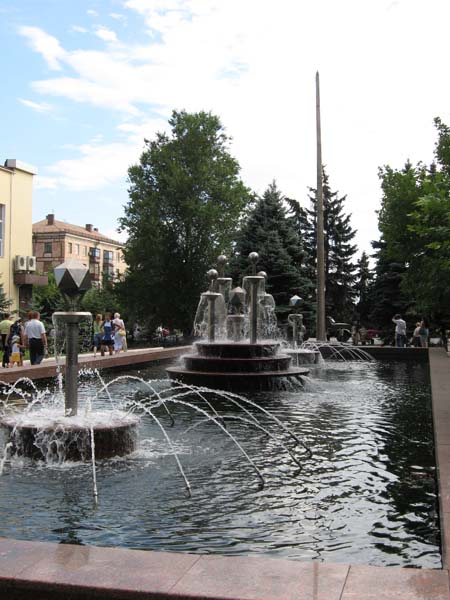
Фонтан біля ПК «Іскра»

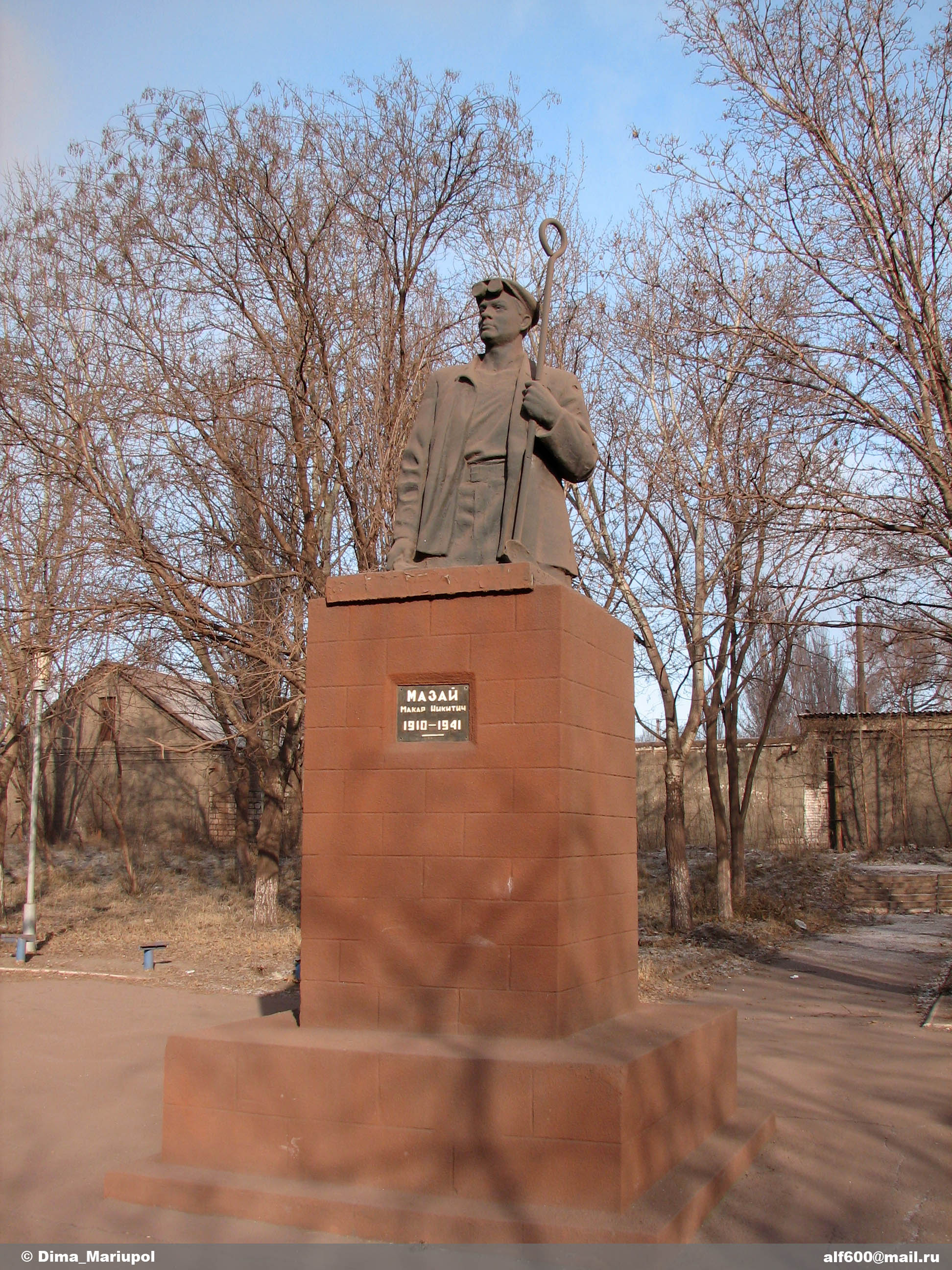
Монумент сталевару М. Мазаю. Ск. А. Чубін, архітектор О. Плесков, 1948 рік.

Магістраль розташована в сучасному Кальміуському районі міста. На зламі 19-20 ст. мала назву Межа. Вулиця була запилюжена і неохайна. Практично завжди відігравала роль значної транспортної магістралі, що пов'язувала робітничі поселення із заводами. Пролягає повз кам'яні паркани заводу імені Ілліча, де були житлові бараки для пролетаріату (з екологічних міркувань старовинні бараки знищені лише частково).
Колишня бічна вулиця району забудовувалась частинами, що відбилося на її хаотичній за характером забудові різних періодів, не узгоджених один з одним. Первісно була короткою вулицею між нинішньою площею Левченка та перехрестям із нинішнім проспектом Металургів. Первісно трамвайна лінія доходила до площі Левченка, де закінчувалась поворотним кільцем біля стихійного ринку. Пізніше вулиця перетворена на проспект, трамвай продовжено до вулиці Заозерної, а стихійний ринок перетворено на стаціонарний в Кальміуському районі. Лише за часів СРСР вулиця отримала більш менш охайний вигляд завдяки інтенсивному транспортному використанню і ремонтам.

## Заклади
Починається біля залізничного мосту та Іллічівського ринку на сході. Саме тут частково збережена історична забудова зламу 19-20 ст. (Варгановські казарми для поселення робітників заводу). Перетинає площу Левченка без значущого архітектурного оформлення. Частково його роль відіграють торговельні магазини та меморіальна стіна на честь закатованих нацистами радянських громадян в роки війни 1941–1945 рр.
- Кінотеатр імені Т. Г. Шевченка. Цегляний, однозальний. На фасаді мозаїка у спрощених формах. 1965 року його фасад прикрасили мозаїкою з портретом Кобзаря та панно на теми Шевченкових творів. Автори рідкісної для Кальміуського району монументальної мозаїки — маріупольські художники Яків Райзин, Олександр Кечеджи та Микола Тихонов[1].

- Приміщення Кальміуського відділення швидкої медичної допомоги (доба сецесії, 1913 р.) Цегляне, двоповерхове, з декоративними деталями на фасадах і двосхилим дахом. Історична споруда надто виділяється фасадами серед радянської блокової забудови поряд котра виходить фасадами на проспект.

- Колишня фабрика-кухня — споруда з дещо незвичним виглядом. Фабрика-кухня вибудована в 1930-ті рр. Мета — запровадити в побут радянського пролетаріату новітні комуністичні звички безкласового суспільства. Фабрика-кухня мала звільнити хоча би частку робітниць-пролетарок від жорсткої необхідності приготування їжі для родин в умовах постійного харчового дефіциту, характерного для СРСР. Фабрика була ліквідована в повоєнний період. Порожню споруду фабрики-кухні пристосували під пересічний кінотеатр, котрий проіснував до середини 1960-х рр.

- За фабрикою-кухнею — колишній ресторан «Огонёк». Споруда у вигляді літери «П» вибудована у дожовтневий період та належала ще заводу Нікополь. Історична споруда не була пам'яткою архітектури, в різні періоди використовувалась по різному. Два роки після 2000-го — стояла пусткою і ніяк не використовувалась. Споруду викупив у міста завод ім. Ілліча, що реконструював споруду і надав їй сучасне облицювання.

За часів незалежності України споруду пристосували під адміністративний заклад.
- Судмедекспертиза (Судово-медична експертиза, пр. Нікопольський, б. 60, у глибині земельної ділянки за зеленим парканом). За часів СРСР тут працювала хімчистка. За часів незалежності двоповерхову споруду пристосували під заклад Судмедекспертизи, реестрацію, морг, холодильники для зберігання померлих. Поряд працює крамничка поховальної фірми «Скорбота».

Судмедекспертиза не працює у суботу та неділю. Головний офіс поховальної фірми «Скорбота» (м. Маріуполь, вул. Миколаївська, б. 9) працює щонеділі (без вихідних).
- Електромеханічний технікум, Маріуполь.
- Колишня капличка (семафорна будка).

- Ветеринарний пункт Кальміуського району. Розташований не на самому проспекті, а у глибині кварталу по вулиці Ливарна. Пройти до бетонного паркана, розташованого праворуч і навпроти школи, і у глибині рослинності знайти невеличкий будиночок з трьома вікнами на головному фасаді. Колишнє житлове і одноповерхове помешкання пристосоване під Ветеринарний пункт.

- Колишня лазня заводу «Азовмаш» у Других прохідних воріт.

Двоповерхова споруда, вибудована з цегли. Головний фасад мав два бічні ризаліти і архітектурно акцентований вхідний портал. Мав цікаво реалізовані бічні фасади, чим вигідно відрізнялась споруда на проспекті, бідному цікавими архітектурними рішеннями. Споруда лазні була покинута і стояла пусткою. Згодом передана в іншу власність і після реконструкції профіль будівлі змінено на офіс.
- Монумент Макару Мазаю.

- Колишня загальноосвітня школа № 41, нині Технологічний ліцей. Вибудована школа у 1936 році. в палацовому стилі — звідси різновисотні об'єми, руст і оці пілястри на фасадах, замкові камені на вікнах першого поверху, сильний винос карниза тощо[1].

Унікальне розпланування для шкіл Кальміуського району має садок перед колишньою загальноосвітньою школою № 41 (нині Технологічний ліцей). Виконаний у найкращих традиціях садів бароко французького типу, він відокремлює споруду ліцею від гамірного проспекту з інтенсивним транспортним рухом. В регулярному розплануванні садка перед головним фасадом ліцею використані найкращі традиції регулярних садів — осьова побудова, заокруглена вхідна галявина і стежка, що веде до сходинок головного входу, вистрижені кущі бічних партерів тощо. Колись в центрах кожного з партерів встановили скульптури піонерів із нетривких матеріалів. Кожний парапет мав кулясті архітектурні деталі і бетонні вази на низьких постаментах, де висівали квіти. Кожну весну пілястри на фасаді і вази білили. Контраст між білими скульптурами і зеленими деревами ще більше посилював схожість унікального зеленого куточка Кальміуського району з невеликими французькими садами. Подібного регулярного розпланування позбавлений навіть парк імені Петровського, розташований в кінці Нікопольського проспекту чи будь-яка школа міста Маріуполь.
Від розбитих скульптур залишені лише постаменти, котрі бажано використати для декоративної садово-паркової скульптури новітнього часу. Нині ліквідовані всі парапети і вази, що надзвичайно примітивізувало і збіднило декор зеленого куточка, відомого іншим за старими фото.
- Палацовий характер має і розташована навпроти колишньої школи № 41 споруда з червоної цегли.

Але це палац для грошей — тут розташоване Кальміуське відділення «Промінвестбанку». Ще на етапі проектування перед архітекторами поставили завдання — майбутня споруда «Промінвестбанка» має стати значущим архітектурним об'єктом на Нікопольському проспекті, де є хаотична і неузгоджена забудова. Від транспортної магістралі Кальміуське відділення «Промінвестбанка» відокремлене палісадником та декоративними ґратами, нерозумно знищеними в Маріуполі в інших місцях.
- Палац культури «Іскра», Маріуполь (пр. Нікопольський, 145 — Б).

На його місці була споруда, поруйнована в роки війни 1941—1945 рр. Лякаючий залишок споруди був розібраний в 1960-ті рр. і забудований сучасним палацом культури «Іскра». При будівництві використана народна традиція толоки. Проект майбутнього палацу культури і його фінансування — ще одне велике звершення гендиректора тодішнього «Тяжмаша» Карпова Володимира Федоровича. Фасад палацу культури прикрашено рельєфами на теми праці авторства київських скульпторів, серед яких — Ернест Котков, Валерій Ламах та Іван Литовченко.
- Фонтан на площі Машинобудівників біля ПК «Іскра» — один з небагатьох діючих фонтанів Кальміуського району.

- Парк імені Петровського.

## Перетин з вулицями
Нікопольський проспект перетинає декілька менших вулиць і провулків. Серед них —
- Вулиця Левченко (до прохідних воріт № 1 з-ду ім. Ілліча)
- Площа Левченко
- Провулок Прокатний (навпроти кінотеатру ім. Т. Г. Шевченка)
- Вулиця Вузівська
- Вулиця Макара Мазая
- Вулиця Ливарна
- Вулиця Контрольна
- Вулиця Баха
- Проспект Металургів
- Вулиця Академіка Амосова
- Вулиця Дніпровська
- Вулиця Карпинського